# Euphonia mesochrysa
L'eufonia verde-bronzea (Euphonia mesochrysa Salvadori, 1873) è un uccello passeriforme della famiglia dei Fringillidi.

## Etimologia
Il nome scientifico della specie, mesochrysa, deriva dall'applicazione del prefissoide di origine greca meso-, 'mezzo', con la parola anch'essa greca χρυσος (khrysos/khrusos, "oro"), col significato di "mezzo dorato", in riferimento alla livrea dei maschi: anche il nome comune è un riferimento alla colorazione.

## Descrizione

### Dimensioni
Misura 9-10 cm di lunghezza, per 12-15 g di peso.

### Aspetto
Si tratta di un uccelletto dall'aspetto robusto, munito di testa arrotondata, becco corto e forte, ali appuntite e coda squadrata.
Il piumaggio è piuttosto sobrio, se comparato ad altre specie di eufonia: la livrea è dominata dai toni del verde, più scuro su dorso e ali (con remiganti nerastre, stesso colore della coda) e più chiaro e brillante su faccia, petto e fianchi, mentre il centro del ventre e della parte inferiore del petto tende al giallastro e la fronte presenta una caratteristica decisa sfumatura di color rame (che frutta alla specie il nome comune) e nuca e fascia fra petto e gola sono di colore grigio cenere.

Il dimorfismo sessuale è presente anche se non estremo, con le femmine dalla colorazione meno brillante e con assenza quasi totale di giallo ventrale e ramato frontale: in ambedue i sessi il becco e le zampe sono di colore grigio-bluastro, mentre gli occhi sono di colore bruno scuro.

## Biologia

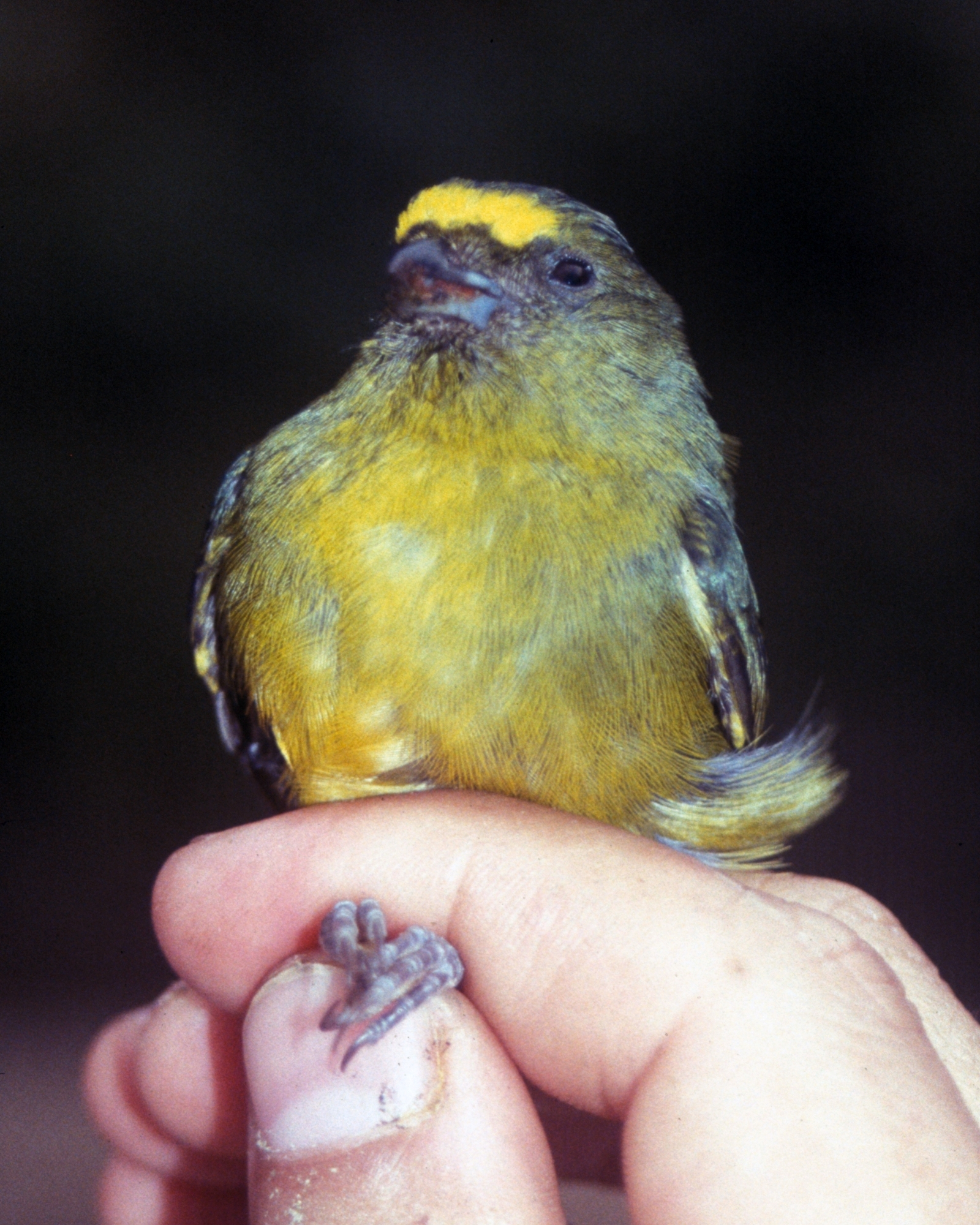
Maschio catturato al confine fra Ecuador e Perù.

Si tratta di uccelli diurni e riservati, che tendono a muoversi da soli o in coppie, passando la maggior parte della giornata alla ricerca di cibo fra i cespugli o gli alberi bassi: rispetto alle altre eufonie, l'eufonia verde-bronzea è relativamente silente, mostrando un repertorio vocale piuttosto limitato.

### Alimentazione
La dieta di questi uccelli è in massima parte frugivora, componendosi perlopiù di bacche e frutti di piccole dimensioni, nonché verosimilmente anche di insetti ed altri piccoli invertebrati.

### Riproduzione
Pur mancando informazioni circa l'evento riproduttivo di questi uccelli, si ha motivo di presumere che la riproduzione dell'eufonia verde-bronzea non differisca in maniera significativa, per modalità e tempistica, da quanto osservabile in altre specie congeneri.

## Distribuzione e habitat
La specie è diffusa lungo il versante orientale della Cordigliera delle Ande, dal sud-ovest della Colombia (alto corso del rio Magdalena, dipartimento di Huila) alla Bolivia centro-meridionale (propaggini occidentali di Santa Cruz).
L'habitat di questi uccelli è rappresentato dalla foresta umida montana e dalla foresta nebulosa, con predilezione per le aree aperte cespugliose sul limitare delle aree alberate.

## Tassonomia
Se ne riconoscono tre sottospecie:
- Euphonia mesochrysa mesochrysa Salvadori, 1873 - la sottospecie nominale, diffusa nella porzione settentrionale dell'areale occupato dalla specie, a sud fino all'Ecuador orientale;
- Euphonia mesochrysa media(Zimmer, 1943) - diffusa in Perù dalla regione di Amazonas al fiume Chancamayo (provincia di Cusco);
- Euphonia mesochrysa tavarae (Chapman, 1925) - diffusa nella porzione meridionale dell'areale occupato dalla specie, a partire dalla sponda meridionale del Tavara (Perù sud-orientale).